# آبگرم (گلباف)
آبگرم، (آبگرم جوشان)، یک آبادی از توابع بخش جوشان، شهرستان گلباف در استان کرمان ایران است.

## جمعیت
این آبادی در دهستان جوشان قرار دارد و براساس سرشماری مرکز آمار ایران در سال ۱۳۹۵، سکنه آن کمتر از سه خانوار بوده است.